# 晦山戒顯禪師全身塔
29°05′39″N 115°34′55″E / 29.09417°N 115.58194°E
晦山戒顯禪師全身塔為晦山戒顯禪師（1610-1672）的祖師塔。禪師為明末清初臨濟宗高僧，順治八年應請住雲居重振叢林清規。圓寂後，依師遺囑葬其衣缽於靈隱，其遺骸由徒燕雷元鵬迎歸雲居山，於青龍窩建塔樹碑。

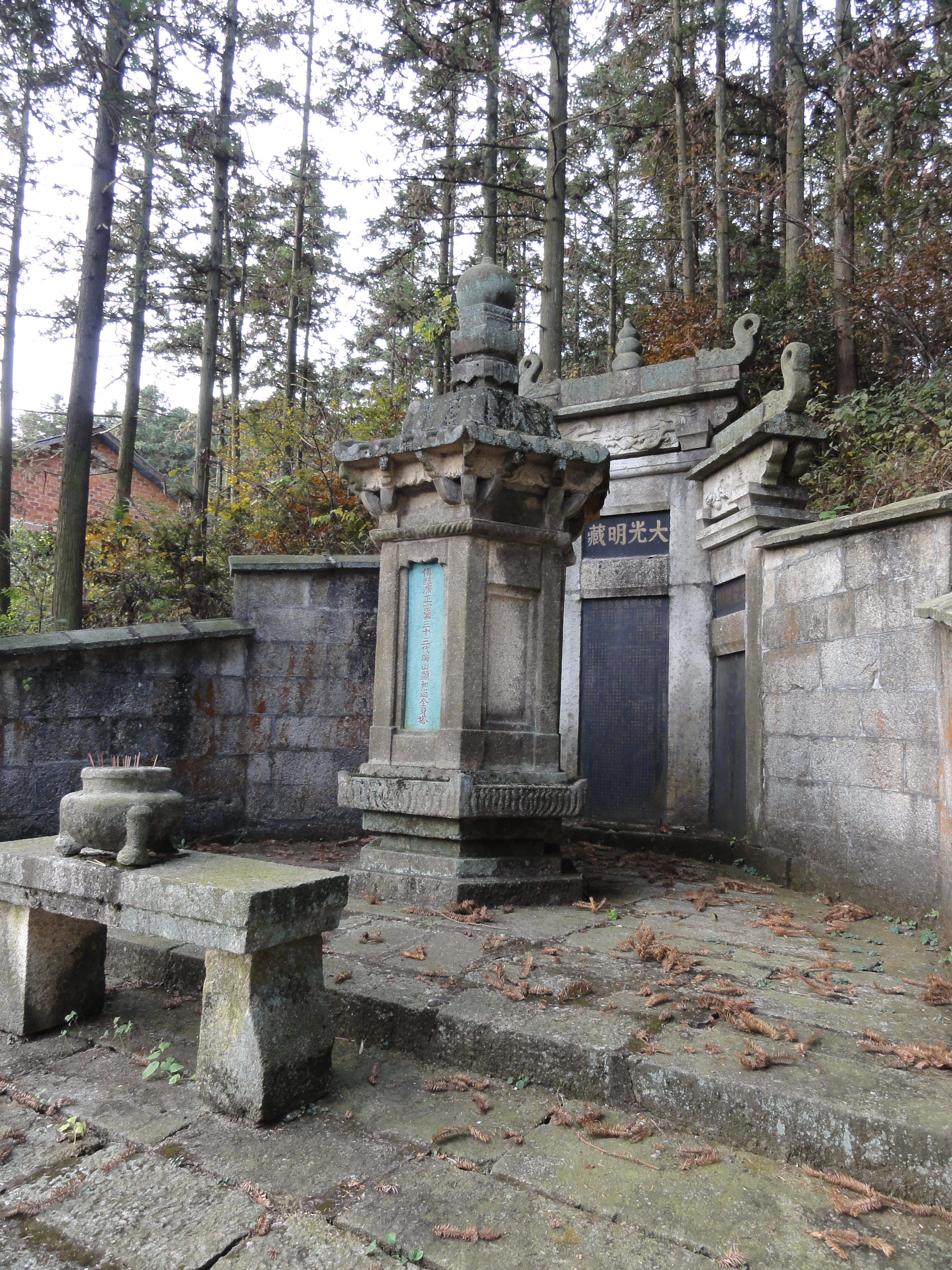
晦山戒顯禪師塔，塔景側面圖，位於雲居山趙州關外東北側，鉢盂山南麓山腳下。

塔座落於雲居山趙州關外東北側約150米處，即鉢盂山南麓山腳下，距真如禪寺約2公里。

## 塔座方位
- 座向：座北朝南
- 高度：670.9公尺
- 緯度：29.0941667
- 經度：115.581944

## 建造年代
- 始建年代：清康熙十四年歲次乙卯六月十九(1675)。
- 修復年代：文革中法塔遭毀損，而於1985年由真如禪寺常住加以修葺恢復。

## 碑石鐫字
1. 塔身正面碑龕鐫字有豎列楷體｢傳臨濟正宗第三十三代晦山顯和尚全身塔」
2. 後方護牆正中有青石碑為｢晦山戒顯老和尚塔銘」，塔銘為文德翼撰。

## 建造藝術
- 建石結構：花崗岩
- 雕刻藝術：詳見《雲居山新志》，第三章全山塔墓，頁28-29。

## 引用資料
1. ↑  〈戒顯禪師〉，頁106，第四編人物志，第二章歷代住持，《雲居山新志》。
2. ↑  〈戒顯和尚全身法塔〉，頁28-29，第一編總論，第三章全身塔墓，《雲居山新志》。

## 外部連結
1. 中國佛寺志《雲居山志》https://web.archive.org/web/20120314225228/http://buddhistinformatics.ddbc.edu.tw/fosizhi/ui.html?book=g074 〈圖.晦山戒顯和尚全身塔〉，頁14
2. 地名規範資料庫：https://web.archive.org/web/20120618031039/http://dev.ddbc.edu.tw/authority/place/index.php 〈晦山戒顯禪師全身塔〉，ID No ：CN0360425T02AD
3. 雲居山塔院巡禮：https://web.archive.org/web/20150128112821/http://dev.ddbc.edu.tw/yunjushan/ 2011.3.29